# Ninagawa Noritane

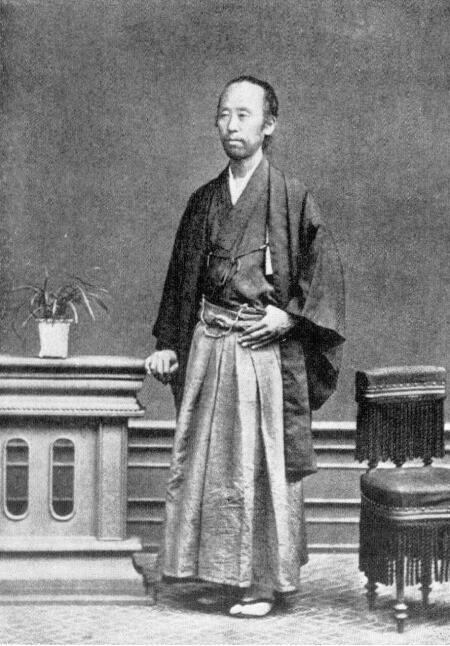
Ninagawa Noritane, 1879

Ninagawa Noritane (jap. 蜷川 式胤; * 18. Juni 1835 (traditionell: Tempō 6/5/23); † 21. August 1882) war ein japanischer Beamter, Kunsthistoriker und Kunstsammler.
Sein Vater (子賢) war Beamter am Tempel Tō-ji. Ninagawa Noritane bekleidete verschiedene hohe Posten in den Ministerien für Inneres, dem Außenministerium und dem Bildungsministerium der jungen Meiji-Regierung. Er war an diversen Neuerungen insbesondere auf kultureller Ebene der Zeit beteiligt. Ninagawa war unter anderem mit der Untersuchung des Shōsōin, des Schatzhauses des buddhistischen Tōdai-ji betraut. Auf seinen Antrag hin wurden im sechsten Jahr der Meiji-Regierung in Tokio und Kyōto japanische Nationalmuseen gegründet.
Ninagawa  selbst betrieb drei kleinere Museen, zwei zu japanischer Keramik, eines mit Dokumenten. Alle Museen wurden auch häufig von ausländischen Besuchern besichtigt, darunter von Edward S. Morse, Edoardo Chiossone und Heinrich von Siebold. Auf seiner privaten Presse wurden verschiedene Bücher produziert, die auch ins Ausland verkauft wurden und die japanische Kultur bekannt machen sollten. Zu diesem Zwecke verschenkte er auch Teile seiner Sammlungen an das Museum of Fine Arts, Boston und das Museum für Völkerkunde zu Leipzig. Sein Sohn Ninagawa Teiichi wurde ebenso Kunsthistoriker, der Enkel Ninagawa Akira widmete sich wie seine Vorfahren der Kunstgeschichte und gründete das Kurashiki-Ninagawa-Museum, das er nach seinen Vorfahren benannte.